# 卢丹地区索
卢丹地区索（法語：Ceaux-en-Loudun）是法国新阿基坦大区 维埃纳省的一个市镇，位于该省西北部，属于沙泰勒罗区。该市镇2009年时的人口 为553人。

## 人口
卢丹地区索人口变化图示
| 数据来源：INSEE |